# John Filippi

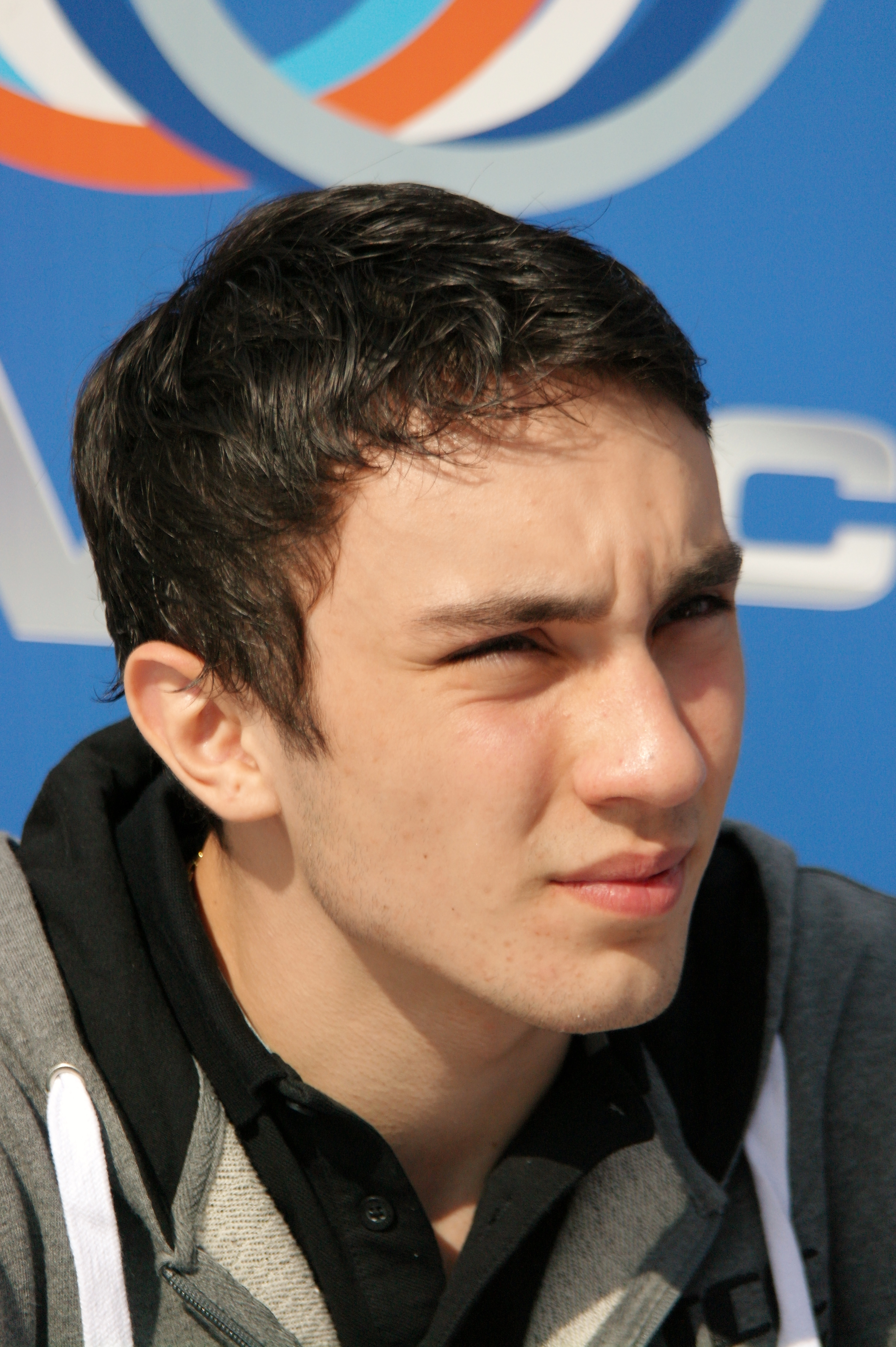
John Filippi (2014)

John Filippi (* 27. Februar 1995 in Bastia) ist ein französischer Automobilrennfahrer. Er startete 2014 und 2015 in der Tourenwagen-Weltmeisterschaft (WTCC).

## Karriere
Filippi begann seine Motorsportkarriere 2007 im Kartsport, in dem er bis 2012 aktiv blieb. 2012 debütierte Filippi im Formelsport. Für Equipe Palmyr startete er in der Single-seater V de V Challenge, einer Amateurrennserie mit älteren Formelwagen. Er wurde 25. in der Fahrerwertung. 2013 blieb Filippi in der Single-seater V de V Challenge und wechselte zum Bossy Racing Team. Er gewann elf von 18 Rennen und entschied die Meisterschaft für sich. Darüber hinaus trat er für RC Motorsport als Gaststarter im Formel Renault 2.0 Eurocup an.
2014 wechselte Filippi in den professionellen Rennsport und erhielt bei Campos Racing ein Cockpit in der Tourenwagen-Weltmeisterschaft (WTCC). Er fuhr in einem älteren Fahrzeug der TC2-Klasse. Er erzielte bereits beim ersten Rennwochenende Punkte. Im weiteren Verlauf der Saison blieb er punktelos. Er beendete seine Debütsaison auf dem 18. Platz in der Weltmeisterschaft. 2015 blieb Filippi bei Campos Racing in der Tourenwagen-Weltmeisterschaft. Er erhielt in diesem Jahr ein aktuelles Fahrzeug. Wie im Vorjahr wurde er 18. in der Fahrerwertung.

## Statistik

### Karrierestationen
| - 2007–2012: Kartsport - 2012: Single-seater V de V Challenge (Platz 25) - 2013: Single-seater V de V Challenge (Meister) - 2014: WTCC (Platz 18) - 2015: WTCC (Platz 18) |

### Einzelergebnisse in der Tourenwagen-Weltmeisterschaft (WTCC)
| Jahr | Team          | 1   | 2   | 3   | 4   | 5   | 6   | 7   | 8   | 9   | 10  | 11  | 12  | 13  | 14  | 15  | 16  | 17  | 18  | 19  | 20  | 21  | 22  | 23  | 24  | Punkte | Rang |
| ---- | ------------- | --- | --- | --- | --- | --- | --- | --- | --- | --- | --- | --- | --- | --- | --- | --- | --- | --- | --- | --- | --- | --- | --- | --- | --- | ------ | ---- |
| 2014 | Campos Racing | MAR | MAR | FRA | FRA | HUN | HUN | SLK | SLK | AUT | AUT | RUS | RUS | BEL | BEL | ARG | ARG | CHN | CHN | CHN | CHN | JPN | JPN | MAC | MAC | 4      | 18.  |
| 2014 | Campos Racing | 14  | 8   | 18  | DNF | 16  | 16  | 18* | C   | 16  | 13  | 18  | 15  | 19  | 19  | 16  | 15  | 13  | 15  | 14  | 15  | 16  | 14  | 16  | 12  | 4      | 18.  |
| 2015 | Campos Racing | ARG | ARG | MAR | MAR | HUN | HUN | GER | GER | RUS | RUS | SLK | SLK | FRA | FRA | PRT | PRT | JPN | JPN | CHN | CHN | THA | THA | QAT | QAT | 6      | 18.  |
| 2015 | Campos Racing | DNF | 12  | 13  | 8   | 13  | 11  | 12  | 10  | DNF | 15  | 12  | 14  | 15  | 13  | 15  | 14  | 13  | 11  | NC  | 10  | DNF | 11  | 14  | 15  | 6      | 18.  |

Legende
| Legende  | Legende            | Legende                                                          |
| Farbe    | Abkürzung          | Bedeutung                                                        |
| -------- | ------------------ | ---------------------------------------------------------------- |
| Gold     | –                  | Sieg                                                             |
| Silber   | –                  | 2. Platz                                                         |
| Bronze   | –                  | 3. Platz                                                         |
| Grün     | –                  | Platzierung in den Punkten                                       |
| Blau     | –                  | Klassifiziert außerhalb der Punkteränge                          |
| Violett  | DNF                | Rennen nicht beendet (did not finish)                            |
| Violett  | NC                 | nicht klassifiziert (not classified)                             |
| Rot      | DNQ                | nicht qualifiziert (did not qualify)                             |
| Rot      | DNPQ               | in Vorqualifikation gescheitert (did not pre-qualify)            |
| Schwarz  | DSQ                | disqualifiziert (disqualified)                                   |
| Weiß     | DNS                | nicht am Start (did not start)                                   |
| Weiß     | WD                 | zurückgezogen (withdrawn)                                        |
| Hellblau | PO                 | nur am Training teilgenommen (practiced only)                    |
| Hellblau | TD                 | Freitags-Testfahrer (test driver)                                |
| ohne     | DNP                | nicht am Training teilgenommen (did not practice)                |
| ohne     | INJ                | verletzt oder krank (injured)                                    |
| ohne     | EX                 | ausgeschlossen (excluded)                                        |
| ohne     | DNA                | nicht erschienen (did not arrive)                                |
| ohne     | C                  | Rennen abgesagt (cancelled)                                      |
| ohne     | keine WM-Teilnahme |                                                                  |
| sonstige | P/fett             | Pole-Position                                                    |
| sonstige | 1/2/3/4/5/6/7/8    | Punktplatzierung im Sprint-/Qualifikationsrennen                 |
| sonstige | SR/kursiv          | Schnellste Rennrunde                                             |
| sonstige | *                  | nicht im Ziel, aufgrund der zurückgelegten Distanz aber gewertet |
| sonstige | ()                 | Streichresultate                                                 |
| sonstige | unterstrichen      | Führender in der Gesamtwertung                                   |

- 1: Erster im Qualifying, 2: Zweiter im Qualifying,...